# صخر متحول

صورة لصخور متحولة

الصخور المتحولة هي صخور تنشأ من الصخور النارية أو الصخور الرسوبية التي كانت موجودة من قبل تحت تأثير عامل الحرارة والضغط والمحاليل الكيميائية النشطة. ويحدث هذا التحول عندما تتغير الظروف الطبيعية والكيميائية التي تتعرض لها الصخور مما يجعل كثيرا من المعادن المكونة للصخر غير ثابتة للظروف الجديدة وبالتالي تتحول إلى معادن جديدة أكثر ملائمة للبيئة الجديدة.
تتم عملية تحول المعادن بينما تبقى الصخور في الحالة الصلبة وكثيرا ما تكتسب الصخور المتحولة أنسجة وتراكيب جديدة تختلف عن نسيج الصخور الأصلية تمام الاختلاف. ونتيجة لفعل الضغوط القاسية التي يتعرض لها الصخر فإن الحبيبات المعدنية قد تتهشم أو تتفلطح أو تترتب في طبقات شبه متوازية على هيئة ترتيب شرائطي مميز للصخور المتحولة.

## أنواع الصخور المتحولة
1. الصخور المتورقة
2. الصخور غير المتورقة

## عمليات التحول
تتم عملية التحول بطريقتين:
1-التحول الالتماسي أو الحراري Contact Metamphorism
وينشأ بتأثر الصخور المحيطة بالكتل النارية المتداخلة ذات الحرارة العالية وينتج عن ذلك إعادة تبلور بعض أو جميع المعادن المكونة للصخر الأصلي، فمثلا في حالة الصخور الرملية يعاد تبلور المرو أو الكوارتز إلى بلورات صغيرة متداخلة بعضها في بعض فيتكون صخر الكوارتزيت.
2-التحول النطاقي أو الديناميكي Regional Metamorphism
وينشأ بتأثير الإجهادات وتغير درجات الحرارة ويؤثر عادة على مناطق شاسعة من الصخور. وهذا النوع من التحول يساعد على نمو معادن جديدة مسطحة أو نصلية الشكل بحيث تتعامد جوانبها المفلطحة على اتجاه النهاية العظمى للضغوط، وبذلك يتميز الصخر المتحول بتركيب شرائطي يعرف بالتورق أو التركيب الشيستي.
تتميز الصخور المتحولة عموما بأنها متبلورة وهي تبدو في شكل طباقي أو ما يشبهه نتيجة لتعاقب وجود ما يشبه الطبقات من معادن مختلفة وتوجد الصخور المتحولة في أنحاء متفرقة من العالم العربي ويكثر وجودها خصوصا النيس في جبال البحر الأحمر وفي جنوب شبه جزيرة سيناء.

## أمثلة على الصخور المتحولة
بعض الصخور المتحولة:
- الكوارتزيت أو المرويات.
- الرخام.
- الشيست.
- النيس.

## اقرأ أيضاً
- تكون ترتيبي